# Koerdisch voetbalelftal (mannen)
Het Koerdisch voetbalelftal is een team van voetballers dat Koerdistan vertegenwoordigt bij internationale wedstrijden. Omdat de Koerden niet officieel over een eigen staat beschikken, is Koerdistan lid van de NF-Board, een voetbalfederatie die bestemd is voor de landen die geen lid zijn van de FIFA en de AFC. Onder auspiciën van deze voetbalbond werd Koerdistan in 2012 eenmaal wereldkampioen voetbal en bereikte het tweemaal de WK-finale. Het hoofdkwartier van de Koerdische voetbalbond staat in Iraaks Koerdistan.

## WK-historie
Koerdistan was actief op de volgende VIVA-wereldkampioenschappen voetbal:

1 CONCACAF-lid · 2 geassocieerd CAF-lid · 3 geassocieerd OFC-lid · 4 geassocieerd AFC-lid